# Сюкеевские пещеры
Сюкеевские пещеры (тат. Сөйки мәгарәләре) — группа крупных пещер в Татарстане, существовавшая до 1958 года. Располагалась в Сюкеевских горах, около села Сюкеево, на территории нынешнего Камско-Устьинского района. Пещеры были затоплены при заполнении Куйбышевского водохранилища, и впоследствии разрушены при сработке берега водохранилищем.

## Описание
К Сюкеевским пещерам относились: Безымянная, Змеевая, Отвай-Камень (Вали-Камень) или Кладовая, Девичья-Водяная (Большая Сюкеевская), Сухая (Малая Сюкеевская), Ледяная, Удачинская (указаны по порядку вниз по течению Волги).
Наиболее известны и детально изучены Большая Сюкеевская (Девичья) — длинной 240 м, площадью 3205 м², объемом 14515 м³ и Малая Сюкеевская (Сухая) — длинной 70 м, площадью 128 м², объемом 734 м³, а также Сюкеевская Ледяная, длинной 45 м. Другие пещеры были незначительны по своим размерам, и к 1950 году вход в них был утерян — засыпан обломочным материалом.
Девичья пещера располагалась в полутора километрах выше Сюкеевского взвоза и состояла из пяти залов. Внутри пещеры располагалось озеро длинной 90 м, шириной до 12 м, глубиной 1-2 м, температура воды в озере была постоянна летом и зимой и равнялась 6,8 градусам Цельсия. Сухая пещера располагалась в 150 м ниже по течению Волги от Девичьей. У пещер были гипсовые стены и доломитовый потолок. Пещеры ежегодно заливались разливами Волги, и входы неоднократно заносило обломочным материалом, или, напротив, размывало до такого состояния, что в пещеры можно было заплыть на лодке, вода заносила туда бревна и льдины. Возраст Малой пещеры был значительно меньше возраста Большой.

## История исследования
Книга Большого Чертежа упоминает, что «в горах Юрьевых в полгоры от Волги пещоры, а в них озера ледяные». Однако, есть предположения, что эта запись указывает не на Юрьевы горы, в которых подобные пещеры неизвестны, а на озеро в Девичьей пещере.
С 1812 года пещеры посещают ученые Казанского Университета. В 1838 году Сюкеевские пещеры посетили совершавшие путешествие по Волге художники братья Чернецовы, совершивших обмеры и оставившие память о пещерах в виде зарисовок.
Последнее и наиболее подробное описание пещер составлено А. В. Ступишиным.

## Разрушение
После наполнения водохранилища пещеры попали в зону сезонных колебаний уровня. Эти колебания вызвали обширные оползни. По некоторым оценкам, сработка берега волно-прибойной деятельностью водохранилища на этом участке превышает глубину пещер, и их однозначно можно считать утраченными.

## Интересные факты
В 1918 году в Сюкеевских пещерах Петром Дравертом был найден редкий минерал ольдгамит (изначально получивший название «дравертин»), на тот момент не найденный нигде более на территории Советского Союза.